# Пам'ятник Тарасові Шевченку (Бухарест)
Пам'ятник Тарасові Шевченку у Бухаресті — пам'ятник українцеві Тарасові Шевченку у столиці Румунії місті Бухаресті.

## Опис
Пам'ятник-погруддя виконано в сірому граніті на мармуровому постаменті в 1998 році на місці зруйнованого.

## Історія
Вважається, що відкритий 1952 року пам'ятник Тарасові Шевченку в одному з центральних парків румунської столиці міста Бухареста був першим пам'ятником українському Кобзареві в європейській країні поза Україною, однак 1993 року це погруддя разом з іншими монументами соціалістичної епохи було по-варварськи знищено невідомими. Справою виготовлення нової скульптури зайнявся український дипломат Василь Боєчко , та Валентина Пилипівна Єршова - директор чернігівської «Галереї ФАРТ» . Вже за 5 років, 1998 року, в Бухаресті, в парку Херестреу відкрито новий пам'ятник Шевченкові роботи відомого скульптора Геннадія Єршова.
Церемонія офіційного відкриття пам'ятника в парку Херестреу в Бухаресті відбулася 20 березня 1999 року, з нагоди 185-ї річниці від дня народження Тараса Шевченка.
В урочистому відкритті памя'тника взяли участь Надзвичайний і Повноважний Посол України в Румунії Ігор Харченко і Голова Чернівецької облдержадміністрації Іван Шелепницький, а також міністр культури Румунії Іон Карамітру, Генеральний директор міністерства закордонних справ Румунії, голова румунської частини змішаної міжурядової українсько-румунської комісії з питань національних меншин Крістіан Дяконеску, мер Бухареста Віорел Ліс, голова Союзу українців Румунії Степан Ткачук, голова жіночої організації СУРу Ярослава-Орися Колотило, скульптор Геннадій Єршов, а також представники посольств інших держав. Пам'ятник освятили Генеральний вікарій Української православної церкви в Румунії протоієрей Іван Пітура і протоієрей Ілля Албінчук.
Після покладення квітів у Національному концертному залі столиці відбувся святковий концерт, присвячений річниці Кобзаря, в якому виступили художні колективи українців Румунії та гості з берегів Дніпра Павло Дворський і гурт козацької пісні «Козак Мамай і брати січовики» з Черкас під керівництвом Валентина Талаха.